# Cours Olivier-de-Clisson
Le cours Olivier-de-Clisson est une artère de Nantes, en France. 

## Situation et accès
Située dans le centre-ville de Nantes le cours Olivier-de-Clisson est situé sur la moitié orientale de l'ancienne île Feydeau, qu'elle parcourt du Nord au Sud sur sa largeur, reliant l'allée Duguay-Trouin au quai Turenne. La rue Kervégan le croise aux deux tiers de sa longueur.
Transports en commun
Le cours Olivier-de-Clisson se situe :
- entre les stations de tramway « Commerce » et « Hôtel-Dieu » et à proximité de la gare routière, qui lui permet de bénéficier des commodités de tous les transports en commun nantais, ainsi que des autocars départementaux, régionaux, nationaux et internationaux.
- sur le principal axe cyclable de la ville, desservie par les stations Bicloo « Place Ricordeau » et « Duguay Trouin ».

## Origine du nom
Cette rue a tout d'abord été dénommée « rue de Clisson » (ou « rue Olivier-de-Clisson »), en hommage à Olivier V de Clisson, grand seigneur féodal breton, qui fut connétable de France. Elle prend l'appellation de « cours » à la suite de son élargissement après la Seconde Guerre mondiale.

## Historique

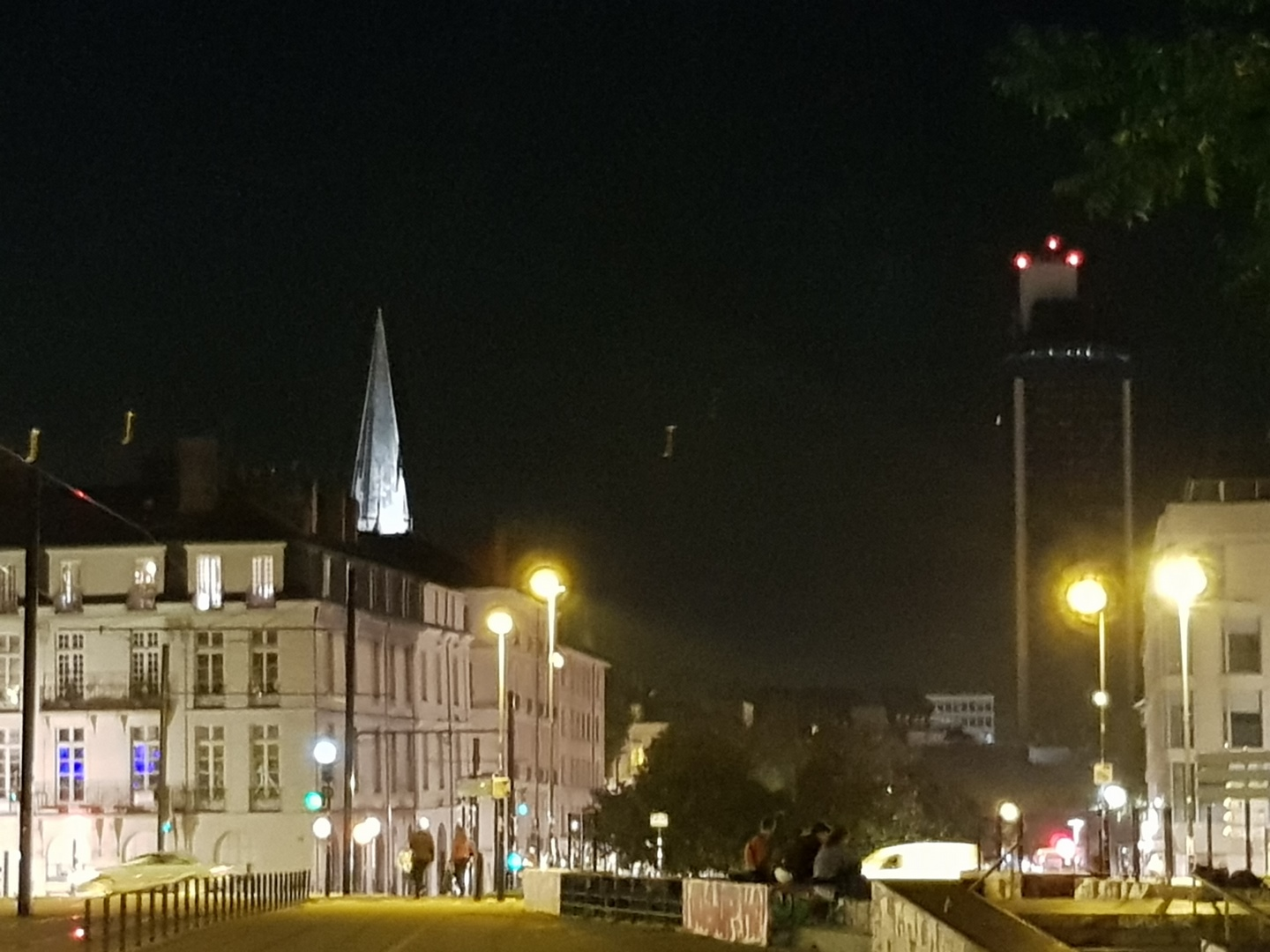
Le cours Olivier-de-Clisson vu de nuit depuis la place Alexis-Ricordeau

La voie, créée au XVIIIe siècle, se trouve à la limite Est du lotissement constitué sur l'île Feydeau. Le premier lotissement s'arrêtait au niveau des façades Ouest de l'actuel cours. Dans son plan de 1723 jetant les bases de l'urbanisation du site, l'ingénieur Jacques Goubert précise que cette voie « de trois toises ½ » (6,82 m, il s'agit de sa largeur) est tracée « le long de l'ancien mur de ville ». Le 14 mars 1766, la municipalité publie un arrêt permettant l'acquisition de terrains, et, entre 1774 et 1780, des immeubles sont construits à l'Est de la rue de Clisson.
Jusqu'à la Seconde Guerre mondiale, la rue Basse-Saulzaie rejoignait la rue Olivier-de-Clisson dans sa partie Nord-Est.
Après les bombardements subis par les bâtiments bordant la rue lors de la Seconde Guerre mondiale, la voie est radicalement élargie pour poursuivre la politique de création de grands boulevards par comblement partiel de la Loire et de l'Erdre. 
Le comblement des bras de la Loire autour de l'île et de l'Erdre, dans les années 1930-1940, modifient la fonction de la rue dans le schéma de circulation. En effet, elle se trouve dans le prolongement de l'ancien lit de l'Erdre, qui est destiné, dès les années 1920, à devenir un axe de circulation important. L'alignement sur les façades des quais Jean-Bart et Cassard est projeté. Des expropriations sont réalisées au début des années 1940, afin de faire passer la largeur de la rue de Clisson de 7 mètres à 36 mètres. Les bombardements de la Seconde Guerre mondiale endommagent les bâtiments de la rue, et, à l'occasion de la reconstruction d'après-guerre, le projet d'élargissement est mené à bien. Alors que la précédente démarche urbanistique visait à intégrer l'ancienne île de la Saulzaie dans l'île Feydeau, la constitution du nouveau cours Olivier-de-Clisson scinde l'ensemble en deux parties très distinctes.
En 1986, une opération de ravalement des façades du quartier est lancé. Au début des années 1990, la politique d'urbanisme change, partant du constat que les cours entourant et coupant l'île Feydeau la rendent peu accessible aux piétons. Un projet de construction d'un immeuble au centre du cours Olivier-de-Clisson visait à modifier cet état des choses, mais il n'est pas mis en œuvre.
En 1992, l'inauguration de la Ligne 2 du tramway (puis de la Ligne 3 en 2000), empruntant la partie Ouest de l'artère, fait basculer la circulation automobile sur le côté Est. Entre les deux, une large bande de pelouse est plantée, une chaussée pavée qui la traverse permet d'assurer néanmoins la continuité de la rue Kervégan.
Depuis l'automne 2012, le cours (à l'instar des travaux effectués sur le cours des 50-Otages) est devenu une « zone à trafic limité », où seuls les cyclistes, les autobus, les véhicules en intervention et ceux des riverains, commerçants, livreurs, etc. sont autorisés à circuler.
En 2014, une esplanade du souvenir des bombardements de 1943 y est créée en face du 8 cours Olivier de Clisson .

## Bâtiments remarquables et lieux de mémoire

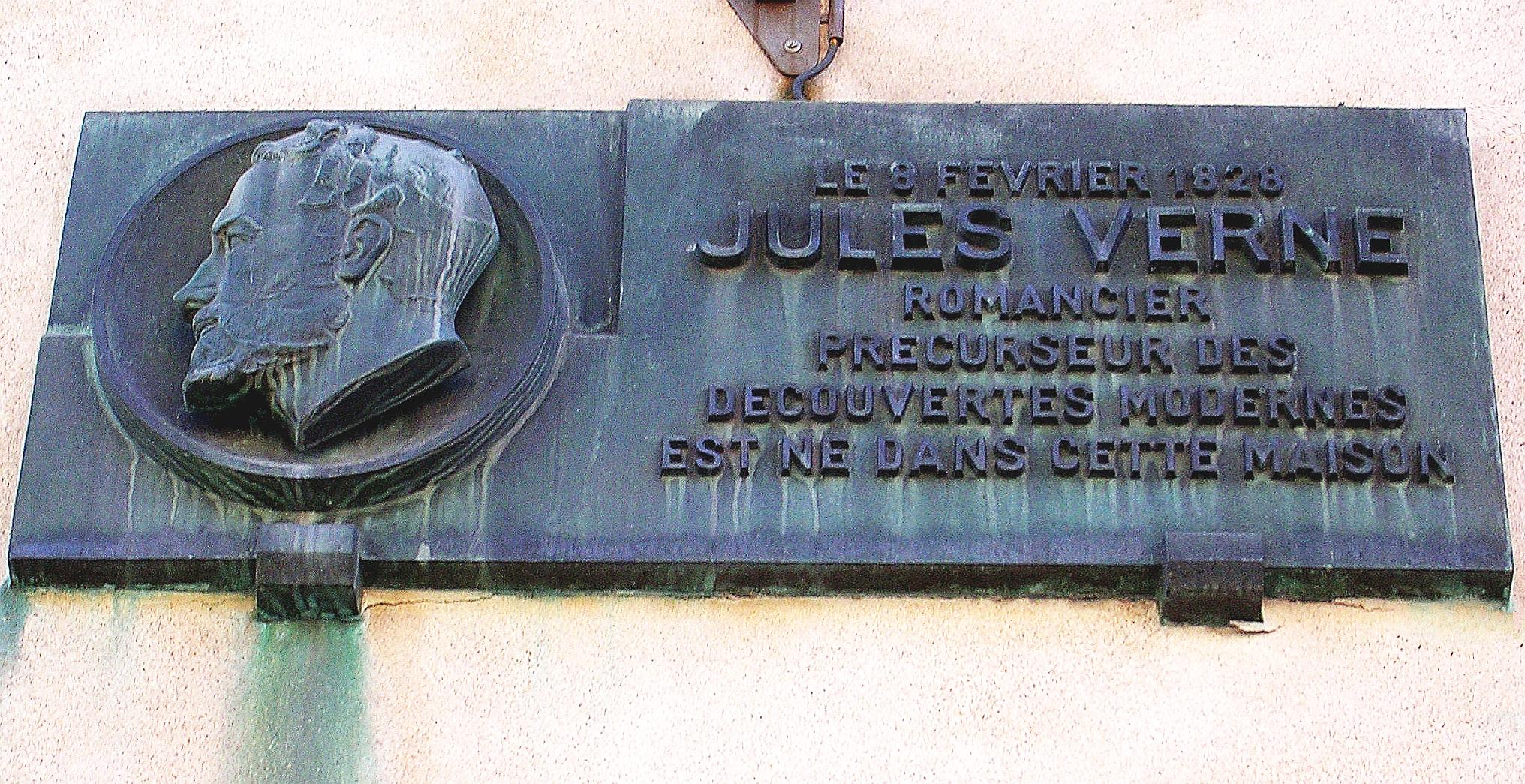
Plaque commémorative sur la maison natale de Jules Verne

Au no 4, à l'angle Nord-Ouest de l'intersection du cours avec la rue Kervégan, une plaque commémorative signale l'immeuble dans lequel Jules Verne est né en 1828. Il s'agissait du domicile de sa grand-mère maternelle, Sophie Marie Adelaïde-Julienne Allotte de La Fuÿe (née Guillochet de La Perrière). Cette maison se trouve sur une parcelle incluse dans le lot no 13 du lotissement de 1733, et appartenait alors à Louis Jouanneaux. Elle a été bâtie entre 1775 et 1780, et est attribuée à l'architecte Pierre Rousseau, tout comme sa voisine au no 2.
Aux nos 6 et 8 se dresse la « maison Valleton », du nom de Nicolas Valleton (1682-vers 1745), négociant et garde-scel de l'université, devenu souscripteur de la compagnie de l'île Feydeau en 1723, et qui fait construire avant 1741 un immeuble de rapport. Sa façade donnant sur le cours Olivier-de-Clisson est conçue pour ouvrir sur l'étroite rue d'origine (6,82 m de large), et ne présente aucun balcon, au contraire de celle donnant sur le quai Turenne. La hiérarchie de l'édifice est confirmée par les deux escaliers intérieurs : celui qui dessert la partie Sud, donnant sur le quai, et un escalier suspendu sur voûte, alors que la partie Nord est desservie par un escalier à mur noyaux. La mise en souterrain de la voie ferrée qui traverse la ville, au début des années 1950, a nécessité l'exhaussement de la partie Sud du cours. De ce fait, les entrées de la « maison Valleton », au nos 6 et 8, sont en contrebas de la voie, qui masque le rez-de-chaussée de la partie Sud de l'immeuble.
Aux nos 3 et 5 du cours se trouve un immeuble de bureaux, construit entre 1968 et 1970, sur des plans des architectes Claudine Breton, Michel Cormier et Lucien Godin. Construit pour l'« Union des Crédits bancaires », il présentait à l'origine une station-service au rez-de-chaussée. Il compte cinq étages, le dernier se trouvant en retrait et couvert d'ardoise, ce qui atténue visuellement sa hauteur. Ses quatre façades, dont trois sur rue (quai Turenne, cours Olivier-de-Clisson et rue Kervégan), sont composées sur le même principe : des pans inclinés alternant le verre sombre et le béton beige. Partant du principe, opposé à celui qui a présidé à l'élaboration des édifices voisins du XVIIIe siècle, que les bâtiments sont plus fréquemment vus latéralement que de front, les architectes ont conçu des façades à deux perceptions. Par exemple, la façade Ouest vue du cours des 50-Otages donne à voir un aspect moderne à dominante de verre, alors que du Sud de la rue c'est le béton, d'apparence semblable aux façades de tuffeau du centre historique, qui apparaît. Ce jeu sur la perception est un élément de la conception générale de l'édifice, que ses auteurs ont souhaité faire « disparaître » plutôt que « paraître », ce qui était au contraire la préoccupation des architectes des luxueuses façades de l'île Feydeau au XVIIIe siècle. Au rez-de-chaussée :
- au no 3, à l'angle Nord-Ouest (intersection du cours avec la rue Kervégan) se trouvait l'Office de Tourisme de Nantes Métropole (situé désormais au no 9 de la rue des États) ;
- au no 5, à l'intersection du cours et quai Turenne, se trouve le poste de police le plus proche du centre historique de la ville.

## Voies secondaires

### Esplanade des Victimes-des-bombardements-des-16-et-23-septembre-1943
Localisation : 47° 12′ 46″ N, 1° 33′ 15″ O
Il désigne l'espace situé au Sud du cours, à l'angle du boulevard Jean-Philippot, dont le nom a été attribué le 8 février 2013 en mémoires aux victimes du bombardements de Nantes durant la Seconde Guerre mondiale, les 16 et 23 septembre 1943.